# كارلو كاساب
كارلو كاساب (بالرومانية: Carlo Casap)‏ (29 ديسمبر 1998 بتيميشوارا في رومانيا - ) هو لاعب كرة قدم روماني في مركز الوسط. لعب مع نادي فيتورول كونستانتا.

## وصلات خارجية
- كارلو كاساب على موقع قاعدة بيانات كرة القدم.إي يو (الإنجليزية)
- كارلو كاساب على موقع Soccerway.com (الإنجليزية)